# Detalik
Genre
Detalik est un genre d'araignées aranéomorphes de la famille des Salticidae.

## Distribution
Les espèces de ce genre se rencontrent au Nigeria, au Ghana et en Côte d'Ivoire.

## Liste des espèces
Selon World Spider Catalog (version 26, 04/07/2025) :
- Detalik aburi Wawer & Wesołowska, 2025
- Detalik anthonyi Wesołowska, 2021
- Detalik cavally Wesołowska & Russell-Smith, 2022
- Detalik ibadan Wesołowska, 2021
- Detalik idanrensis Wesołowska, 2021

## Systématique et taxinomie
Ce genre a été décrit par Wesołowska en 2021 dans les Salticidae.

## Publication originale
- Wesołowska, 2021 : « Five new jumping spiders from Nigeria (Araneae: Salticidae: Thiratoscirtina). » Arachnology, vol. 18, no 9, p. 998-1005.